# Rama revelada
Rama revelada (1993) es una novela de ciencia ficción escrita por Arthur C. Clarke y Gentry Lee. Es la última de las tres secuelas de la novela Cita con Rama por estos autores, y como el título sugiere desvela los misterios de la enigmática nave espacial Rama.

## Libros de la serie
- Cita con Rama (1972)
- Rama II (1989)
- El jardín de Rama (1991)
- Rama revelada  (1993)

Gentry Lee también escribió otras dos novelas ambientadas en el Universo de Rama.
- Bright Messengers (1996)
- Double Full Moon Night (2000)